# Dougherty (Floyd County, Texas)
Dougherty ist eine unincorporated community im Floyd County des Bundesstaates Texas in den Vereinigten Staaten. Im Jahr 2000 lebten in der Siedlung schätzungsweise 109 Einwohner.

## Lage
Dougherty liegt im Llano Estacado im Nordwesten des Bundesstaates Texas, rund 24 Kilometer ostsüdöstlich von Floydada und 80 Kilometer nordöstlich von Lubbock. Benachbarte Ortschaften sind Roaring Springs im Südosten, Mt Blanco im Südwesten und Floydada im Nordwesten.

## Geschichte
Die Gründung der Siedlung Dougherty erfolgte im Jahr 1928 nach der Gründung einer Poststelle des United States Postal Service im Ort. Benannt wurde der Ort nach dem Siedler Francis M. Dougherty. Aufgrund eines Rechtschreibfehlers trug die Gemeinde zunächst den Namen Doughtery, der Name wurde nachträglich geändert. Im Jahr 1929 wurde in dem Dorf eine Schule gebaut. In den Anfangsjahren wuchs die Gemeinde Dougherty schnell, im Jahr 1948 gab es in dem kleine Dorf neben Poststelle und Schule eine Kirche und drei Geschäfte, der Ort hatte in diesem Jahr 148 Einwohner. Nach dem Bau des U.S. Highway 62, der als Ortsumgehung nördlich um Dougherty herum führt, geriet die Entwicklung ins Stocken. 1980 hatte der Ort 135 Einwohner, bis 1990 fiel diese Zahl auf 100 Einwohner ab und stieg bis 2000 wieder auf 109 Einwohner an.

## Infrastruktur
Die Wirtschaft Doughertys ist vor allem landwirtschaftlich geprägt, in dem Dorf gibt es mehrere Getreidesilos. Die Poststelle in Dougherty ist bis heute in Betrieb. Der Ort liegt an der Farm-to-Market-Road 28, der U.S. Highway 62 liegt rund vier Kilometer nördlich von Dougherty.